# Zambratija
Zambratija je naselje u Republici Hrvatskoj, u sastavu grada Umaga, Istarska županija. 

## Stanovništvo
Prema popisu stanovništva iz 2001. godine, naselje je imalo 443 stanovnika te 177 obiteljskih kućanstava.

Prema popisu stanovništva 2011. godine naselje je imalo 472 stanovnika.
| broj stanovnika |       |       | 144   | 160   | 176   | 256   |       |       | 400   | 301   | 317   | 291   | 325   | 495   | 443   | 472   | 438   |
|                 | 1857. | 1869. | 1880. | 1890. | 1900. | 1910. | 1921. | 1931. | 1948. | 1953. | 1961. | 1971. | 1981. | 1991. | 2001. | 2011. | 2021. |

 U 1857., 1869., 1921. i 1931. podaci su sadržani u naselju Umag. Od 1880. do 1910. iskazivano kao dio naselja. Od 2001. smanjeno izdvajanjem naselja Katoro za koje sadrži podatke do 1991.